# Дренажні виробки
Дренажні виробки — виробки для добування і відведення води або газу при осушуванні і дегазації родовищ. Як Д.в. використовуються водознижувальні та поглинаючі свердловини, наскрізні та забивні фільтри, канави, шурфи, колодязі, штреки, штольні та ін.
Випереджальними називають такі Д.в., які проходять у напрямку обводнених ділянок, пластів (покладів) з метою попередження катастрофічних проривів води у підготовчі та очисні виробки, а також попереднього дренажу (осушення) обводнених порід.

## Дебіт дренажної виробки
Питомий дебіт дренажної виробки — кількість води, яка отримується за одиницю часу на 1 м пониження рівня води у свердловині, колодязі та інших дренажних виробках. Вимірюється у л/с, м3/год.